# تراشه پروتئینی

انواع آرایه‌های پروتئینی

ریزآرایه پروتئینی یا تراشه پروتئینی روشی با توان عملیاتی بالا است که برای ردیابی کنش و واکنش و فعالیت‌های پروتئین‌ها و تعیین کارکرد آنها و تعیین عملکرد در مقیاس بزرگ استفاده می‌شود. مزیت اصلی آن در این واقعیت نهفته‌است که می‌توان تعداد زیادی پروتئین را به صورت موازی ردیابی کرد. این تراشه از یک سطح پشتیبانی مانند یک اسلاید شیشه ای، غشای نیتروسلولز، مهره یا صفحه میکروتیتر تشکیل شده‌است که مجموعه ای از پروتئین‌های جذب به آن متصل است. مولکول‌های کاوشگر پیوندی که معمولاً با رنگ فلورسنت برچسب گذاری شده‌اند، به آرایه افزوده می‌شوند. هر واکنشی بین پروب و پروتئین بی حرکت، یک سیگنال فلورسنت منتشر می‌کند که توسط اسکنر لیزری خوانده می‌شود. ریزآرایه‌های پروتئینی سریع، خودکار، مقرون به صرفه و بسیار حساس هستند و مقادیر کمی از نمونه‌ها و معرف‌ها را مصرف می‌کنند. مفهوم و روش ریزآرایه‌های پروتئینی برای اولین بار در ریزآرایه‌های آنتی‌بادی (همچنین به عنوان ماتریس آنتی‌بادی نیز شناخته می‌شود) در سال ۱۹۸۳ در یک نشریه علمی و یک سری پتنت معرفی و نشان داده شد. توسعه فناوری با توان بالا در پشت ریزآرایه پروتئینی نسبتاً آسان بود زیرا مبتنی بر فناوری توسعه یافته برای ریزآرایه‌های DNA است، که به پرکاربردترین ریزآرایه‌ها تبدیل شده‌اند.

## انواع آرایه‌ها
سه نوع ریزآرایه پروتئینی وجود دارد که در حال حاضر برای مطالعه فعالیت‌های بیوشیمیایی پروتئین‌ها استفاده می‌شود.

## کاربردها
پنج حوزه اصلی وجود دارد که در آن آرایه‌های پروتئینی استفاده می‌شوند: تشخیص، پروتئومیکس، آنالیز کارکرد پروتئین، شناسایی آنتی‌بادی، و توسعه درمان.